# Карабатово (Большемурашкинский район)
Кара́батово — село в Большемурашкинском районе Нижегородской области. Входит в состав Григоровского сельсовета.

## География
Село расположено на стыке Дальнеконстантиновского, Кстовского и Большемурашкинского районов. В Дальнеконстантиновский район из Большемурашкинского можно пройти по долине речки Ломовая, на южном, крутом склоне которой стоит село Карабатово. Эта крохотная речушка начинается в Дальнеконстантиновском районе около деревни Белая, течёт в Большемурашкинский район, принимая в себя только один приток — ручей со стороны деревни Дубки Перевозского района. Около Карабатова её пополняют водой несколько родников из долов Лисий, Кудрявец, по водности Ломовка, пожалуй, равна большемурашкинской Доменке. В селе речушка в трёх местах перегорожена плотинами и образует пруды с большой площадью. В селе её называют Ломовка, Ломовушка, Ломовая. Выйдя из Карабатова почти под прямым углом, она впадает в Устамку.
Берег Ломовки в нескольких местах изрезан оврагами, образующими не очень ярко выраженные стрелки с тупыми углами. Старое Карабатово располагается на этих стрелках несколькими порядками, спускаясь с горы к югу.

## История
Со слов старожилов о Карабатове (по карте XIX века — деревне Карабатовке) известно, что в XVIII веке к востоку от села (к югу от современного кладбища) находился острог. До сих пор на старом порядке находят екатерининские монеты. Само кладбище основано только в середине XX века, до того времени местных жителей хоронили на кладбище села Ляписи (в 4 км севернее Карабатова). Богослужения в близлежащих к Карабатову церквях до начала 1930-х годов совершались исключительно в расположенных в северном направлении: православные храмы были в сёлах Ляписи, Ногавицино (в 3 км севернее) и Мелёнки (в 5 км северо-восточнее). Две других ближайших церкви (обе из красного кирпича) находились в сёлах Палец (1680 года постройки Одигитриевская — в том же уезде, в 9 км южнее) и Григорово (1700 года постройки Казанская — в соседнем уезде, в 9 км юго-восточнее).
В начале XX века Карабатово было небольшой крестьянской деревушкой, в которой не было крупных крестьянских хозяйств, а каждый двор вёл обособленную хозяйственную деятельность. Деревня была бедна, но в ней стояли 2 собственные мельницы, снабжающие мукой всё население; впрочем, в те годы мельница была в Ногавицине, а в Сосновке при этом — маслобойня. Карабатово и Ногавицино принадлежали Ляписской волости. Несмотря на бедность, в деревне нашли, кого раскулачить во время коллективизации. Три семьи лишились своего имущества и были выселены из домов. Разнообразие фамилий в Карабатове не отличалось до 1970-х годов; в нём жили Корни́ловы, Мака́ровы, Мало́вы, Ма́лышевы, Ры́бкины, Федо́товы, Яша́новы и другие семьи.
Деревня не имела перспективы, переходила в подчинение то одной волости, то другой. Только в 1970—1980-е годы деревня стала набирать силу. В Карабатове построили современную школу, детский комбинат, двойной магазин, Дом культуры, несколько улиц с четырёх-, двух- и одноквартирными домами, пекарню. В укрупнённое хозяйство вошли соседние деревни и сёла: Медведково, Ногавицино, Сосновка, Мелёнки, Пужаевка. При этом Карабатово стало центральной усадьбой, селом, хотя административно его территория и подчинялась Курлаковскому сельскому совету.
В начале XXI века некогда известный колхоз имени Мичурина прекратил своё существование, некоторые из сохранившихся колхозных построек (прежде всего фермы, склады, гаражи на юг от села) были приобретены частным лицом, и в них открылся деревообрабатывающий цех, в котором выпускаются барабаны для кабеля. На работах в цехе заняты 50—60 человек не только из Карабатова, но и из соседних деревень.

## Население
| 1999 | 2002 | 2010 |
| ---- | ---- | ---- |
| 465  | ↘395 | ↘276 |